# Fußball in Kroatien 1994/95
Die Spielzeit 1994/95 im kroatischen Fußball war die vierte seit der Loslösung vom jugoslawischen Fußballverband und der Neugründung des kroatischen Fußballverbandes.
Für die erste kroatische Liga (kroat. Prva Hrvatska Nogometna Liga, kurz 1. HNL) wurden 16 Vereine zugelassen, die zweite Liga (kroat. Druga Hrvatska Nogometna Liga, kurz 2. HNL) startete in drei Staffeln mit 16, 17 und 19 Mannschaften.

## Meisterschaft

### Erste Liga
Zu den ersten 14 Mannschaften der 1. HNL der Spielzeit 1993/94 gesellten sich die jeweiligen Meister der beiden Zweitligastaffeln 1993/94.
| Verein                     | Spielzeit 1993/94 | Spielzeit 1993/94 | Spielzeit 1993/94      |
|                            | Liga              | Rang              | ggf. abweichender Name |
| -------------------------- | ----------------- | ----------------- | ---------------------- |
| NK Hajduk Split            | 1. HNL            | 1.                |                        |
| NK Zagreb                  | 1. HNL            | 2.                |                        |
| NK Croatia Zagreb          | 1. HNL            | 3.                |                        |
| NK Inker Zaprešić          | 1. HNL            | 4.                |                        |
| NK Varteks Varaždin        | 1. HNL            | 5.                |                        |
| NK Rijeka                  | 1. HNL            | 6.                |                        |
| Cibalia Vinkovci           | 1. HNL            | 7.                |                        |
| NK Osijek                  | 1. HNL            | 8.                |                        |
| NK Segesta Sisak           | 1. HNL            | 9.                |                        |
| NK Istra Pula              | 1. HNL            | 10.               |                        |
| NK Zadar                   | 1. HNL            | 11.               |                        |
| NK Belišće                 | 1. HNL            | 12.               |                        |
| NK Šibenik                 | 1. HNL            | 13.               |                        |
| NK Primorac Stobreč        | 1. HNL            | 14.               |                        |
| NK Marsonia Slavonski Brod | 2. HNL Nord       | 1.                |                        |
| NK Neretva Metković        | 2. HNL Süd        | 1.                |                        |

Meister wurde Hajduk Split und startete in der UEFA Champions League 1995/96. Für den UEFA-Pokal 1995/96 wurde kein kroatischer Verein zugelassen. Die besten zwölf Mannschaften qualifizierten sich für die 1. HNL „A“, die vier Letztplatzierten starteten in der Folgespielzeit in der neu eingeführten 1. HNL „B“. Torschützenkönig wurde Robert Špehar mit 23 Treffern.
Ausführliche Statistik: 1. HNL 1994/95

### Zweite Liga
Die zweite Liga spielte in drei Staffeln mit insgesamt 52 Mannschaften. 
| Staffel | Verein                         | Spielzeit 1993/94 | Spielzeit 1993/94 | Spielzeit 1993/94              |
|         |                                | Liga              | Rang              | ggf. abweichender Name         |
| ------- | ------------------------------ | ----------------- | ----------------- | ------------------------------ |
| Nord    | NK Spačva Vinkovci             | 2. HNL Nord       | 4.                |                                |
| Nord    | NK Croatia Đakovo              | 2. HNL Nord       | 5.                |                                |
| Nord    | NK Slaven Belupo Koprivnica    | 2. HNL Nord       | 6.                | NK Slaven Biokalnik Koprivnica |
| Nord    | NK Bjelovar                    | 2. HNL Nord       | 7.                |                                |
| Nord    | NK Mladost Cerić               | 2. HNL Nord       | 8.                |                                |
| Nord    | NK Metalac OLT Osijek          | 2. HNL Nord       | 9.                |                                |
| Nord    | NK Jedinstvo Donji Miholjac    | 2. HNL Nord       | 13.               |                                |
| Nord    | NK Olimpija Osijek             | 2. HNL Nord       | 14.               |                                |
| Nord    | NK Budućnost Hodošan           | 2. HNL Nord       | 15.               |                                |
| Nord    | NK Mladost 127 Suhopolje       | ?                 | ?                 |                                |
| Nord    | NK Slavonija Požega            | ?                 | ?                 |                                |
| Nord    | NK Čakovec                     | ?                 | ?                 |                                |
| Nord    | NK Đakovo                      | ?                 | ?                 |                                |
| Nord    | NK Podravina Ludbreg           | ?                 | ?                 |                                |
| Nord    | NK Križevci                    | ?                 | ?                 |                                |
| Nord    | NK Valpovka Valpovo            | ?                 | ?                 |                                |
| West    | NK Pazinka Pazin               | 1. HNL            | 15.               |                                |
| West    | NK Dubrava Zagreb              | 1. HNL            | 17.               |                                |
| West    | NK Radnik Velika Gorica        | 1. HNL            | 18.               |                                |
| West    | NK Samobor                     | 2. HNL Nord       | 2.                |                                |
| West    | NK Orijent Rijeka              | 2. HNL Süd        | 2.                |                                |
| West    | NK Špansko Zagreb              | 2. HNL Nord       | 3.                |                                |
| West    | NK Jadran Poreč                | 2. HNL Süd        | 3.                |                                |
| West    | NK Rovinj                      | 2. HNL Süd        | 5.                |                                |
| West    | NK Karlovac                    | 2. HNL Nord       | 10.               |                                |
| West    | NK Rudar Labin                 | 2. HNL Süd        | 10.               |                                |
| West    | NK Trešnjevka Zagreb           | 2. HNL Nord       | 11.               |                                |
| West    | NK Vrapče Zagreb               | 2. HNL Nord       | 12.               |                                |
| West    | NK Uljanik Pula                | 2. HNL Süd        | 14.               |                                |
| West    | NK Nehaj Senj                  | 2. HNL Süd        | 16.               |                                |
| West    | NK Hrvatski dragovoljac Zagreb | ?                 | ?                 |                                |
| West    | NK Sesvete                     | ?                 | ?                 |                                |
| West    | NK Napredak-DC Velika Mlaka    | ?                 | ?                 |                                |
| West    | NK Ponikve Zagreb              | ?                 | ?                 |                                |
| West    | NK Buje                        | ?                 | ?                 |                                |
| Süd     | NK Dubrovnik                   | 1. HNL            | 16.               |                                |
| Süd     | NK Jadran Kaštel Sućurac       | 2. HNL Süd        | 4.                |                                |
| Süd     | NK Split                       | 2. HNL Süd        | 6.                |                                |
| Süd     | NK Uskok Klis                  | 2. HNL Süd        | 7.                |                                |
| Süd     | NK Croatia Imotski             | 2. HNL Süd        | 8.                |                                |
| Süd     | NK Neretvanac Opuzen           | 2. HNL Süd        | 9.                |                                |
| Süd     | NK Jadran NGB Ploče            | 2. HNL Süd        | 11.               |                                |
| Süd     | NK Solin                       | 2. HNL Süd        | 12.               |                                |
| Süd     | NK Junak Sinj                  | 2. HNL Süd        | 13.               |                                |
| Süd     | NK Prevlaka                    | 2. HNL Süd        | 15.               | NK Prevlaka Grude              |
| Süd     | NK Mosor Žrnovnica             | 3. HNL Süd        | 1.                |                                |
| Süd     | NK Zmaj Euroherc Makarska      | 3. HNL Süd        | 2.                |                                |
| Süd     | NK Trogir                      | 3. HNL Süd        | 3.                |                                |
| Süd     | NK Omiš                        | 3. HNL Süd        | 4.                |                                |
| Süd     | NK Val Kaštel Stari            | 3. HNL Süd        | 5.                |                                |
| Süd     | NK Raštane                     | 3. HNL Süd        | 6.                |                                |
| Süd     | NK Jadran Tučepi               | 3. HNL Süd        | 7.                |                                |

Ausführliche Statistik: 2. HNL 1994/95

## Pokalwettbewerb
Für den Pokalwettbewerb waren 32 Mannschaften qualifiziert. Pokalsieger wurde Hajduk Split in zwei Finalspielen gegen Croatia Zagreb. Im Europapokal der Pokalsieger 1995/96 durfte Croatia Zagreb nicht antreten.
Ausführliche Statistik: Hrvatski nogometni kup 1994/95

## Supercup
Meister und Pokalsieger Hajduk Split gewann den Superkup kampflos.

## Europapokale
In der UEFA Champions League 1994/95 schied Hajduk Split im Viertelfinale gegen den späteren Sieger Ajax Amsterdam aus. Im Europapokal der Pokalsieger 1994/95 scheiterte Croatia Zagreb in der ersten Runde am AJ Auxerre. Für den UEFA-Pokal 1994/95 waren keine kroatischen Mannschaften zugelassen.

## Nationalmannschaft
Zum ersten Male seit der Loslösung von Jugoslawien durfte die kroatische Nationalmannschaft an der Qualifikation zu einer Europameisterschaft teilnehmen. Einem 4:0-Erfolg im Freundschaftsspiel in Israel folgten sieben Qualifikationsspiele für die Fußball-Europameisterschaft 1996, von denen Kroatien die ersten fünf Spiele gewann, einmal unentschieden spielte und nur in der Ukraine verlor. Vor allem der 2:1-Sieg in Italien sorgte für Aufsehen. Davor Šuker war mit sieben Toren in sieben Qualifikationsspielen der erfolgreichste Torschütze.